# Olander Larsson
Olander Bertilsson Larsson, född Bertilsson 21 oktober 1864 i Drängsereds församling, död 9 december 1927 i Getinge församling, var en svensk industriman och entreprenör.
Olander Larsson föddes på ett hemman i Halland och var först bodbetjänt (affärsbiträde). Vid 22 års ålder öppnade han en lanthandel vid den nyanlagda järnvägsstationen i Getinge. Han grundade tillsammans med Olof Nilsson 1897 Hallands Frökontor. Han påbörjade i kompanjonskap med Adolf Larsson också tillverkning av lantbruksredskap i Getinge. I början av 1900-talet grundade de Getinge tegelbruk. De inregistrerade 1904 Getinge Mekaniska Verkstad AB, nuvarande Getinge AB.
Han gifte sig 1891 med Julia Augusta Karlsson. Paret hade fem barn.